# Фолксваген пасат
Фолксваген пасат је аутомобил који производи немачка фабрика аутомобила Фолксваген. Производи се од 1973. године и један је од најпродаванијих аутомобила у свету. Досад је произведен у осам генерација. Позициониран је између голфа односно џете и луксузне лимузине фаетона. Овај аутомобил је широм света познат и по различитим називима, као што су Dasher, Santana, Quantum, Magotan, Corsar и Carat. Пасат осме генерације (Б8) је 2015. године изабрана за најбољи европски аутомобил.

## Историјат
У време када је пасат уведен на тржиште, Фолксваген доживљава кризу, продаја бубе и већих модела са моторима са ваздушним хлађењем, као што су Фолксваген тип 3 и тип 4, са старијим технологијама се нису добро продавали.
1964. године Фолксваген је купио Ауто Унион, а 1969. године и НСУ. Фолксваген је извршио реорганизацију тако што је спојио Ауто Унион и НСУ и направио модерни Ауди. Куповина ове две компаније се показала кључном пошто су оне имале модернију технологију која је Фолксвагену била потребна у време када су њихови мотори на ваздушно хлађење почели да заостају. До 1974. године Фолксваген се нашао у великим проблемима. Тип 3 и Тип 4 су се продавали у доста мањим бројевима него буба, а и модел К70 који је био заснован на НСУ се показао неуспешним. Међутим, тада на снагу ступа технологија коју је Фолксваген добио куповином Ауто Унион и НСУ, а то су предња вуча и водено хлађење. Јавности је прво представљен пасат 1973. године, који је био продужена верзија Аудија 80. Пасат је један од кључних модела компаније, а укупно је продато преко 15 милиона примерака. Годину дана касније стижу и модели широко и голф. Назив пасат потиче од имена за пасатске ветрове, који дувају на Атлантику и Пацифику.

## Прва генерација, Б1 (1973–1981)
Пасат је под тим називом први пут представљен 1973. године, а који је развијен на основу модела Ауди 80. У суштини, Б1 је био фастбек верзија механички идентичном Аудију 80, представљеног јавности годину дана раније, који је освојио титулу Европског аутомобила за 1973. годину. Прву генерацију је дизајнирао познати италијански дизајнер Ђорђето Ђуђаро. 
Аутомобил је имао уздужно постављен мотор; појавио се у верзији караван под именом Variant, а покретао га је 1.5 литарски дизел мотор снаге 48 КС. До 1980. године, произведено је 2,5 милиона примерака овог модела.
Пасат, а касније и голф (1974) су покренули нову генерацију Фолксваген аутомобила. Фолксваген пасат је у то време био најмодернији породични аутомобиле, а магазин Wheels га је 1974. године изабрао за аутомобил године. 1977. године у Европи, а 1978. изван Европе, Фолксваген пасат је добио редизајн, са побољшаним ентеријером, а у зависности од модела, могао је имати четири округла или два правоугаона фара. Пасат је у Северној Америци био познат под именом Dasher. Компакт модели са троје и четворо врата су уведени 1974. У Бразилу се пасат Б1 продавао од 1974. до 1988. године, одакле се извозио у Ирак, где су нека возила функционисала као такси.
Моторе које је користио су били, бензински од 1.3 (55 КС), 1.5 (75 и 85 КС), 1.6 (75 и 85 КС), 1.6 GLI (110 КС) и дизел-мотор од 1.5 (50 КС).
- Б1 са 3 врата
- Б1 са 3 врата
- Б1 караван
- Б1 са 5 врата, редизајн
- Б1 у Бразилу

## Друга генерација, Б2 (1981–1988)
Друга генерација Фолксваген пасата је покренута 1981. године. По први пут је, уз комби-лимузинску и караванску, добио и лимузинску верзију под именом VW Santana. Тај модел је био популаран у Европи, који се продавао под тим називом до редизајна 1985. године, а на кинеском тржишту је постигао велики успех, који је немачку компанију учврстио на прву позицију на том ауто-тржишту. Модел сантана се у Кини производио до 2012. године, а модификована продужена верзија под именом VW Santana Vista производи се и данас.
Платформа која је названа Б2, је била дужа, а најупечатљивије промене су били правоугаони фарови. У Северној Америци је аутомобил познат као Quantum, а уведен је 1982. године, док је у Мексику познат као Corsar, који се продавао од 1984. до 1988. године, а у Бразилу под називом сантана. У Јужној Америци се Фолксваген пасат производио за локално тржиште. У Аргентини почиње производња у јуну 1987. и траје до 1991. године, под називом Carat. Б2 је такође био доступан и на тржишту Јапана.
Пасат Б2 је добио погон на сва четири точка, турбодизел моторе и штедљиву Formel E технологију, претходницу познате BlueMotion технологије. Пасат Б2 је најуспешнија серија овог модела са укупном производњом од 4,5 милиона примерака.
Моторе које је користио су били, бензински од 1.3 (55 и 60 КС), 1.6 (65, 70, 72, 75 и 85 КС), 1.7 (73 КС), 1.8 (87, 90 и 112 КС), 1.9 (115 КС), 2.0 (113, 115 и 140 КС), 2.1 (115 КС), 2.2 (115, 120 и 136 КС) и дизел-моторе од 1.6 D (54 КС), 1.6 TD (70 КС), 1.6 TDS (80 КС).
- Б2 са 5 врата
- Б2 са 3 врата
- Б2 караван
- Сантана (1981–1985)
- Б2 редизајн (од 1985)
- Б2 караван, редизајн

## Трећа генерација, Б3 (1988–1993)
Марта 1988. године изашла је трећа генерација, када је први пут представљена у Европи, док је у Северној Америци представљена 1990. године, а у Јужној Америци 1995. године. Ова генерација је била развијена на сопственој платформи без ослањања на Ауди. Облине овог модела су далеко од правоугаоног облика претходног модела и ближе су стилу који је наговестио модел Форд сијера. То је био један од првих модела са затвореном маском хладњака. У Северној Америци по први пут је коришћен назив пасат, односно на свим тржиштима света Б3 је био присутан под јединственим називом. У Русији је Б3 као полован аутомобил, 90-тих година XX века, био веома популаран.
Пасат Б3 је преузео концепцију модела голфа са попречно уграђеним мотором. Укинута је комби-лимузинска верзија, а основни модел постао је лимузина, што је задржано до данас. Једнако популарна, а на неким тржиштима и популарнија, била је његова караван верзија под именом Variant, нарочито у верзији са дизел мотором. Та серија презентовала је 1.9 литарски TDI турбодизел мотор.
Моторе које је користио су били, бензински од 1.6 (72 и 75 КС), 1.8 (75, 90, 107, 112 и 136 КС), 2.0 (115 и 136 КС), 2.8 (174 КС) и дизел-моторе од 1.6 TD (80 КС), 1.9 D (68 КС), 1.9 TD (75 КС).
- Б3
- Б3
- Б3 караван
- Б3 караван
- Б3 унутрашњост

## Четврта генерација, Б4 (1993–1996)
Од 1993. године производи се пасат четврте генерације Б4, који је у суштини редизајн пасата Б3. Ова генерација је технолошки иста као Б3, иако је добила нови 1.8 литарски турбо бензински мотор компаније Ауди.
Задржао је основи изглед. Маска мотора је поново враћена, побољшан је ентеријер, а у погледу безбедности су убачена два предња ваздушна јастука. Уграђивани су дизел мотори новије генерације, био је доступан дизел мотор 1.9 TDI.
- Б4
- Б4 караван
- Б4 у САД
- Б4 караван у САД

## Пета генерација, Б5 (1996–2005)
Пасат пете генерације Б5 лансиран је 1996. године, а у Северној Америци 1998. године. То је био повратак на заједничку платформу са Аудијем, преузевши технику из модела Ауди А4 и А6, са уздужно постављеним мотором. Добија потпуно нову поцинковану каросерију и моторе са четири, пет, шест и осам цилиндара, а у Кини се до 2009. производила продужена верзија овог модела. Представљен је у новом дизајну, који је био сличан моделима голфа IV, борe и полa IV, са грациозним облинама и интензивним наклоном ветробранског стакла. Пасат Б5 је био један од најсолиднијих аутомобила свога доба. Због тога је био и најцењенија лимузина, ако се изузму аутомобили премијум класе.
Пасат Б5 је добио неколико награда. 1999. године, проглашен је за најбољи породични аутомобил, а 1998. за најбољи аутомобил средње класе и најбољи велики породични аутомобил. 2001. године добио је редизајн под називом Б5.5 и освојио четири од пет звездица у Euro NCAP креш тесту.
Од модела Пасат Б5 са продуженим међуосовинским растојањем, направљена је прва генерација модела Шкода суперб 2001. године.
Моторе које је користио су били, бензински од 1.6 (100 КС), 1.8 (125 и 150 КС), 2.0 (120 КС), 2.3 (150 КС), 2.8 (193 КС) и дизел-моторе од 1.9 TDI (90, 110 и 115 КС), 2.5 TDI (150 КС). А редизајн Б5.5 је користио моторе: бензински од 1.6 (102 КС), 1.8 T (151 и 180 КС), 2.0 (115 и 130 КС), 2.3 (170 КС), 2.8 (193 КС), 4.0 (275 КС) и дизел-моторе од 1.9 TDI (100 и 130 КС), 2.0 TDI (136 КС), 2.5 TDI (150, 163 и 180 КС).
- Б5
- Б5
- Б5 караван
- Б5.5
- Б5.5
- Б5

## Шеста генерација, Б6 (2005–2010)
Пасат Б6 лимузина дебитовала је 2005. године на сајму аутомобили у Женеви, а у верзији караван дебитовала је августа исте године. У Кини носи назив Фолксваген маготан. У дизајну пасата Б6 главна инспирација за дизајн каросерије је луксузна лимузина Фолксваген фаетон, која је на тржишту од 2002. године. Б6 има више простора за путнике, већи капацитет пртљажника и висок квалитет материјала, што му је омогућило да 2006. године заузме друго место на такмичењу за најбољи аутомобил године. Б6 је понуђен са два типа каросерије, лимузина и караван, као и аутомобиле са погоном на сва четири точка.
Б6 не дели платформу са Аудијем А4, а уместо тога дели платформу коју користи пета генерација голфа. Ово је праћено повратком на попречно постављени мотор, који пружа велики простор у унутрашњости. Пасат Б6 се значајно разликује од претходне генерације модела. Аутомобил има модеран дизајн са огромним хромираним грилом. У односу на Б5, овај модел је нешто већих димензија, као и простор за пртљаг. Захваљујући потпуно поцинкованој каросерији пасат Б6 је веома отпоран на корозију.
На салону аутомобила у Франкфурту септембра 2007. године Фолксваген је лансирао пасат R36. Модел R36 користи мотор од 3,6l VR (221 kW). Пасат R36 има много специфичности, као што су ревидирани спојлери, кожна седишта, хромиране педале, би-ксенон фарове. 2008. године на тржишту се појављује купе-лимузинска верзија под називом Фолксваген пасат ЦЦ (Comfort Coupe). Овај купе има више стила и елеганције од Б6 генерације. Предности модела су висок квалитет материјала и обраде, ентеријер и велики пртљажни простор, као и широка палета мотора.
Пасат Б6 је на Euro NCAP креш тесту добио максималних пет звездица за безбедност путника. 2008. године пасат Б6 је подвргнут благом редизајну.
Користио је моторе, бензински од 1.4 TSI (122 КС), 1.6 (102 и 115 КС), 1.8 (160 КС), 2.0 (150 и 200 КС), 3.2 (250 КС), 3.6 (280 и 300 КС), као и ЦНГ 1.4 TSI EcoFuel (150 КС) и дизел-моторе од 1.6 TDI (105 КС), 1.9 TDI (105 КС), 2.0 TDI (110, 120, 122, 136, 140 и 170 КС), 2.0 BlueTDI (143 КС).
- Б6
- Б6 караван
- Б6 Р36
- Пасат ЦЦ
- Пасат ЦЦ

## Седма генерација, Б7 (2010–2014)
Наследник пасата Б6 је представљен у октобру 2010. године на салону аутомобила у Паризу. Иако има ознаку Б7, овај аутомобил није потпуно нови модел, може се рећи да је више редизајн Б6. Техничка решења нису мењана, а највеће видне измене су у дизајну каросерије, са истакнутим изменама маске хладњака и фарова. Маска хладњака је израженија, простире се широко све до фарова. На задњем делу највише измена се уочава на светлосним групама и дизајну врата пртљажника. У ентеријеру највише промене претрпела је средишња конзола, а седишта су у потпуности наново развијена. Предња седишта могу бити опремљена и системом масаже. Материјали за израду ентеријера су квалитетнији него код претходника, као и завршна обрада. За дизајнерске промене су били задужени Валтер де Силва и Клаус Бишоф.
Његов успех употпуњују верзије које су посебно прилагођене за појединачна аутомобилска тржишта, тако да се овај модел производио у Кини и САД.
Kористио је моторе, бензински од 1.4 TSI (122 КС), 1.8 TSI (160 КС), 2.0 TSI (210 КС), 2.5 за САД (172 КС), 3.6 V6 (300 КС), као и ЦНГ 1.4 TSI EcoFuel (150 КС) и дизел-моторе од 1.6 TDI (105 КС), 2.0 TDI (140, 170 и 177 КС), 2.0 BlueTDI (140 КС).
- Б7
- Б7
- Б7 караван
- Б7
- Б7 унутрашњост

## Осма генерација, Б8 (2014–)
Осма генерација је представљена у октобру 2014. године на салону аутомобила у Паризу. Иако по спољашњости не изгледа много другачије од Б7, пасат Б8 се из основа разликује од претходне генерације. Постављен је потпуно на нову платформу под називом MQB, такође има и нове моторе, док се по дизајну и квалитету материјала у ентеријеру, уз нову дигиталну инструмент таблу, ближи пасат премијум сегменту.
Захваљујући новој платформи и лакшим материјалима, маса аутомобила је смањена до 85 кг у односу на претходну генерацију. Уз ефикасније и економичније моторе, пасат Б8 има мању потрошњу горива за 20 одсто. Седан верзија пасата Б8 дугачка је 4767 мм, што значи да је краћа од Б7 за свега два милиметра, док му је међуосовинско растојање дужине 2791 мм, односно дуже је од Б7 за 80 милиметара. Од претходне генерације је нешто шира, али и нешто нижа. Осим више простора у кабини, већи је и пртљажник, па је код лимузине запремина гепека 586 l. Караван верзија има још већи пртљажник од 650 литара, а обарањем задњих седишта може повећати на 1780 l.
Пасат Б8 је најиновативнији аутомобил у историји ове марке. Захваљујући инструмент табли кабина аутомобила изгледа луксузније. Новитет представља Active Info Display. Овај систем, који се добија уз доплату, мења класичну аналогну инструмент таблу дисплејом дијагоналне 12,3 инча. Уз доплату се може добити и head-up дисплеј, што возачу омогућава да информације из вожње чита на ветробранском стаклу. Возило је опремљено бројним електронским системима безбедности, укључујући и аутоматско кочење у условима градске вожње. Сви модели имају лед стоп светла као стандардни део опреме. Као опција доступни су и лед фарови, укључујући и Dynamic Light Assist систем који аутоматски прилагођава дуга светла како не би заслепљивала возаче из супротног правца. У понуди се налази десет мотора, пет бензинаца, четири дизелаша и један модел са хибридним погоном.
- Б8
- Б8 караван
- Б8 GTE
- Б8 караван GTE
- Б8 унутрашњост